# هرگنروت
هرگنروت (به آلمانی: Hergenroth) یک شهر در آلمان است که در وستروالدکرایس واقع شده‌است.